# Justus Danckerts
Pour les articles homonymes, voir Danckerts.
Justus Danckerts (11 novembre 1635-16 juillet 1701) est un graveur et publiciste néerlandais. Membre de la famille Danckerts dont sont issus plusieurs peintres, graveurs et publicistes, il se spécialise dans les cartes géographiques et les atlas.

## Biographie
Né à Amsterdam, il est le fils de Cornelis Danckerts I (1603-1656) qui ouvre une entreprise de cartographie familiale dans cette même ville. Après avoir publié plus de 20 atlas, il publie en 1686-1687 le premier atlas Danckerts et un second en 1690. Bon nombre de ses cartes sont utilisées jusqu'au milieu du 18e siècle. Il meurt à Amsterdam en 1701.

## Famille
Ses fils, Theodorus Danckerts I (1663-1727) et Cornelis Danckerts II (1664-1717), seront des graveurs et imprimeurs reconnus du domaine de la cartographie.

## Œuvres
- Nova totus terrarum orbis tabula ex officina Iusti Danckerts, Amsterdam. 1680.
- Accuratissima Regnorum Sueciae, Daniae et Norvegiae Tabula. Danckerts, Amsterdam ca. 1700. digital
- Accuratissima Totius Regni Hispaniae Tabula. Danckerts, Amsterdam ca. 1700. digital
- Novissima et accuratissima XVII provinciarum Germaniæ inferioris tabula. Danckerts, Amsterdam ca. 1700. digital
- Novissima Regnorum Portugalliae et Algarbia Descriptio. Danckerts, Amsterdam ca. 1700. digital